# لفة مناديل المرحاض

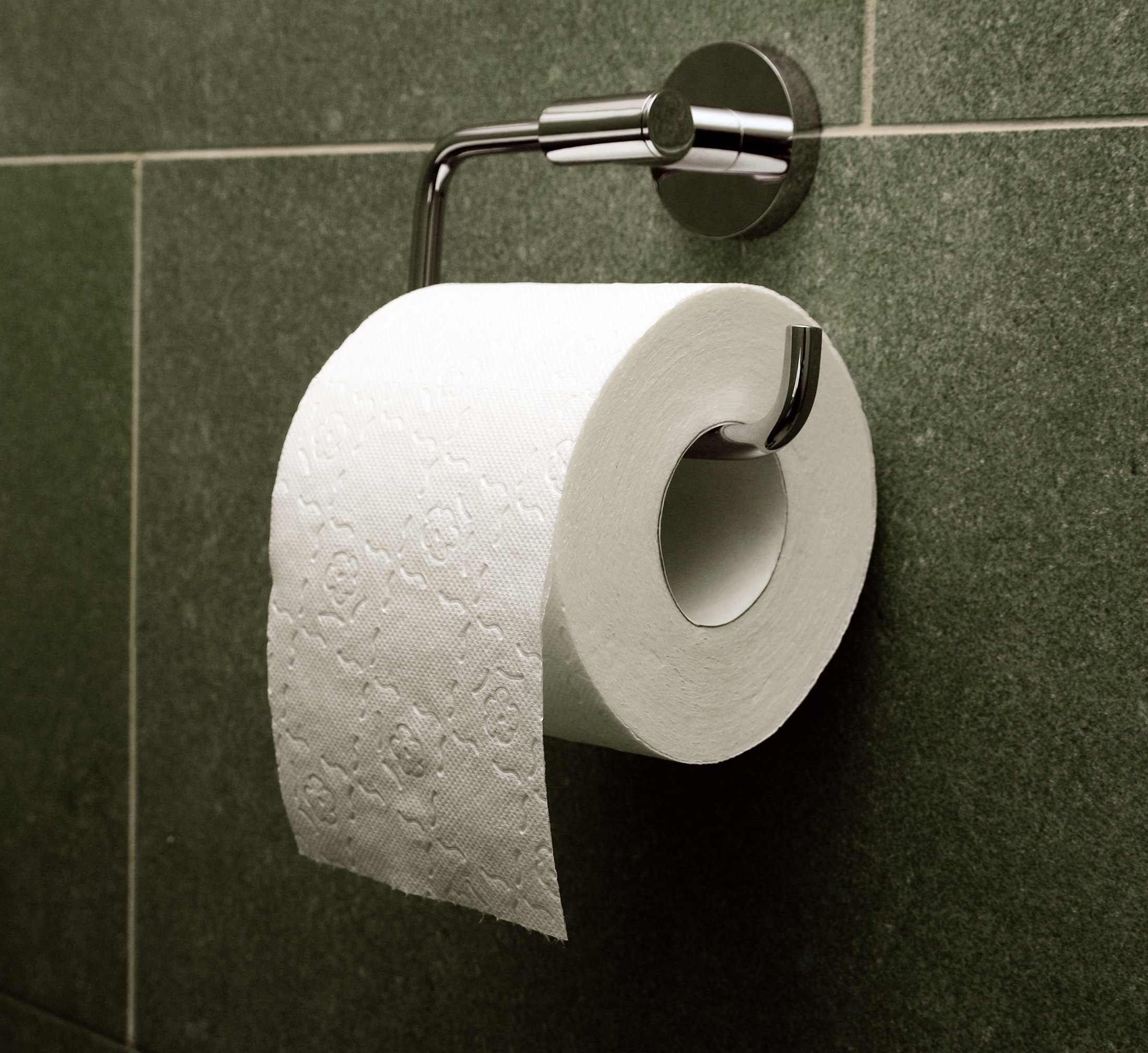
لفة مناديل المرحاض.

لفّة مناديل المرحاض هي لفّة توجد في دورات المياه العامة وتحوي على ورق المرحاض وتكون اللفة عادة مثبتة في الحائط .

## وصلات خارجية
- لفة مناديل المرحاض